# Circondario di Warendorf
Il circondario di Warendorf è un circondario della Germania, facente parte dello stato federato della Renania Settentrionale-Vestfalia.

## Geografia fisica
Il circondario di Warendorf è situato nel nord di questo stato, a est della città di Münster ed è attraversato da est a ovest dal fiume Ems, mentre il fiume Lippe forma parte del confine meridionale del distretto; confina con i circondari di Steinfurt, Osnabrück, Gütersloh, Soest, Coesfeld e le città extracircondariali di Hamm e Münster.

## Storia
Nel medioevo il territorio di Warendorf fece parte del principato vescovile di Münster, poi fu annesso dalla Prussia che lo aggregò alla provincia di Vestfalia e nel 1816 furono istituiti i circondari di Warendorf e Beckum, che nel 1975 furono fusi a costituire l'attuale circondario.

## Città e comuni
Fanno parte del circondario 13 comuni di cui nove sono classificati come città (Stadt). Quattro delle nove città sono classificate come media città di circondario (Mittlere kreisangehörige Stadt).
(Abitanti al 31 dicembre 2021)
Città
1. Ahlen, Media città di circondario (52 627)
2. Beckum, Media città di circondario (36 737)
3. Drensteinfurt (15 607)
4. Ennigerloh (19 639)
5. Oelde, Media città di circondario (29 210)
6. Sassenberg (14 258)
7. Sendenhorst (13 279)
8. Telgte (19 982)
9. Warendorf, Media città di circondario (37 146)

Comuni
1. Beelen (6 159)
2. Everswinkel (9 634)
3. Ostbevern (11 229)
4. Wadersloh (12 669)